# اتصال بواسطة الحاسوب
يُعرف الاتصال بواسطة الكمبيوتر (CMC) بأنه أي تفاعل تواصلي يحدث عن طريق استخدام اثنين أو أكثر من أجهزة الكمبيوتر المرتبطة بالشبكة. استخدم هذا التعبير للإشارة بشكل تقليدي إلى الاتصالات التي تحدث عن طريق تنسيقات الحاسوب (مثل التراسل الفوري، والبريد الإلكتروني، وغرف الدردشة)، كما أنه ينطبق على الأشكال الأخرى من أشكال التواصل كتابة مثل الرسائل النصية القصيرة. وتركز الأبحاث التي تجرى على الاتصال بواسطة الكمبيوتر على دراسة الآثار الاجتماعية لتقنيات الاتصال المختلفة المدعومة بالكمبيوتر. وتبحث العديد من الدراسات الحديثة في شبكات التواصل الاجتماعي القائمة على الإنترنت والمدعومة بالبرمجيات الاجتماعية.
يرى العديد من العلماء من مختلف المجالات عدة ظواهر يمكن إدراجها ضمن نطاق الاتصال بواسطة الكمبيوتر (انظر أيضًا دراسات الإنترنت). فعلى سبيل المثال، يربط العديد منهج علم النفس الاجتماعي بالاتصال بواسطة الكمبيوتر عن طريق فحص الكيفية التي يستخدم بها الناس «الكمبيوتر» (أو وسائل الإعلام الرقمية) لإدارة التفاعلات الشخصية، وتكوين الانطباعات، وإنشاء العلاقات والمحافظة عليها. تركز هذه الدراسات غالبًا على الاختلافات بين التواصل على الإنترنت والتواصل دونه، على الرغم من أن البحوث المعاصرة تتجه نحو دراسة الاتصال بواسطة الكمبيوتر بوصفه جزءًا لا يتجزأ من الحياة اليومية. بينما يدرس فرع آخر من فروع الاتصال بواسطة الكمبيوتر استخدام خصائص جنائب الكلام مثل الانفعالات، وقواعد التداوليات مثل تناوب الأدوار والتحليل التتابعي وتنظيم الكلام،  ومختلف اللهجات الاجتماعية، والأساليب، والسياقات أو مجموعة المصطلحات المحددة بهذه البيئات (انظر لييت). وتعتمد دراسة اللغة في هذه السياقات على أشكال الاتصال بواسطة الكمبيوتر المعتمدة على النص، والتي يشار إليها في بعض الأحيان باسم «تحليل الخطاب بواسطة الكمبيوتر».
تتباين الطريقة التي يتواصل بها البشر في السياق المهني، والاجتماعي، والتعليمي تباينًا ملحوظًا ليس اعتمادًا على البيئة فحسب ولكن على طريقة التواصل التي يحدث بها، والتي تحدث في هذه الحالة عن طريق أجهزة الكمبيوتر أو غيرها من تكنولوجيات المعلومات وتقنيات الكمبيوتر (تقنيات المعلومات). وتعرف دراسة التواصل لتحقيق التضافر - منتجات العمل المشترك - باسم التضافر المدعوم بالكمبيوتر ولا يتضمن سوى بعض الأمور ذات الأهمية المشتركة بينه وبين الأشكال الأخرى لبحوث الاتصال بواسطة الكمبيوتر.
وتتضمن الأشكال الشائعة للاتصال بواسطة الكمبيوتر: البريد الإلكتروني، ومؤتمرات الفيديو، والصوت أو دردشة الإنترنت (المؤتمرات النصية ويتضمن «التراسل الفوري»)، ولوحات النشرات، والقوائم البريدية والألعاب متعددة اللاعبين على الإنترنت (MMOs). وتشهد هذه الإعدادات تغيرًا سريعًا مع تطور التكنولوجيات الجديدة، كما أصبحت المدونات أكثر رواجًا حيث أتاح تبادل بيانات أر إس إس للمستخدمين إمكانية «أن يصبحوا ناشرين لأعمالهم الخاصة».

## الخصائص
كان للاتصالات التي تحدث عن طريق تنسيقات الكمبيوتر أثر مختلف على العديد من جوانب التفاعل المختلفة. ومن بين هذه الجوانب التي حظيت باهتمام الدراسات العلمية تكوين الانطباعات، والاحتيال، وديناميكيات المجموعة، وعدم الكبت، وخاصة تكوين العلاقات.
وتخضع دراسات الاتصال بواسطة الكمبيوتر للدراسة والمقارنة بغيرها من وسائل الاتصال عن طريق عدد من الجوانب التي يعتقد أن تكون مشتركة بين جميع أشكال التواصل، بما فيها (على سبيل المثال لا الحصر) التزامن، والاستمرارية أو «القابلية للتسجيل»، وأن تكون مجهولاً. فيختلف ارتباط هذه الجوانب بالأشكال المختلفة للاتصال اختلافًا ملحوظًا. فالتراسل الفوري على سبيل المثال، يتميز بالتزامن في حد ذاته ولكنه لا يتميز بالاستمرارية، نظرًا لأنك تفقد جميع المحتوى عندما تغلق نافذة المحادثة ما لم يكن لديك إعدادات لتسجيلها، أو ما لم تنسخها وتقوم بلصقها يدويًا. وعلى الجانب الآخر، يتميز البريد الإلكتروني، ولوحات النقاش بأنهما أقل تزامنًا لأن وقت الاستجابة يختلف اختلافًا كبيرًا، ولكنها تتميز بقدر كبير من الاستمرارية لأن الرسائل المرسلة والمستلمة يتم حفظها. كما تتضمن الخصائص التي تفصل الاتصال بواسطة الكمبيوتر عن غيرها من الوسائل الطبيعة الوقتية، وطبيعته متعددة الأشكال، وافتقاره النسبي للرموز التي تحكم السلوك. ويعد الاتصال بواسطة الكمبيوتر من الطرق القادرة على التغلب على العوائق المادية والاجتماعية لأشكال التواصل الأخرى، وبالتالي تتيح التواصل بين الأشخاص الذين لا يتشاركون في نفس المحيط.
فعدم الكشف على الهوية والخصوصية والأمان تعتمد جميعها على السياق والبرنامج المستخدم أو صفحة الويب التي تزورها. ومع ذلك، يعترف معظم الباحثون في هذا المجال بأهمية التفكير في الآثار النفسية والاجتماعية لهذه العوامل بالإضافة إلى «القيود» التقنية.

## الأنواع
من الممكن تقسيم وسائط الاتصال بواسطة الكمبيوتر إلى وسائط متزامنة وغير متزامنة. في وسائط الاتصال المتزامنة، يكون جميع المشاركين متصلين بالإنترنت في نفس الوقت (مثل الدردشة عن طريق الإنترنت)، بينما تحدث وسائط الاتصال غير المتزامنة محكومة بالقيود الزمنية. (مثل البريد الإلكتروني).
ويفضل الناس اختيار وسائط الاتصال غير المتزامنة مثل البريد الإلكتروني للرسائل المتأخرة، والمخططة، والطويلة. كما يفضل الجميع البريد الإلكتروني للمشاعر السلبية لأنهم يشعرون ببعد عن المستقبل (تأثير «الدرع»). وفي المقابل، يفضل الناس التواصل المتزامن مثل التراسل الفوري لنقل الأخبار الجيدة الفورية. كما أنهم يستخدمونها لأنها تمنحهم القدرة على أداء العديد من المهام أثناء الحديث.

## تعلم اللغة
حظيت وسائل الاتصال بواسطة الكمبيوتر بمناقشة مستفيضة في تعلم اللغة لأنها تتيح للمتعلمين فرصة لممارسة اللغة. حيث أجريت العدد من دراسات الحالة على يد وراسشاور حول استخدام البريد الإلكتروني أو منتديات المناقشة في مختلف فصول اللغة. ذكر وارسشاور أن تقنيات المعلومات والاتصالات «تسد الفجوة الزمنية بين التحدث... والكتابة». وهو ما زاد من حدة القلق حول أبحاث القراءة والكتابة في اللغة الثانية نظرًا لازدهار الإنترنت.